# الليدي هستر ستانهوب
الليدي هستر لوسي ستانهوب Lady Hester Lucy Stanhope (ولدت في 12 مارس 1776 – توفيت في 23 يونيو 1839) عميلة بريطانية في جبل لبنان، هي أكبر أنجال تشارلز ستانهوب، إيرل ستانهوب الثالث، من زوجته الأولى الليدي هستر بت، يذكرها التاريخ بمغامراتها وأسفارها في العالم العربي ودورها الرئيسي في إضرام ثورة الدروز على حكم محمد علي.

## انتقالها للعالم العربي
يقول علي الوردي عالم الاجتماع العراقي في كتابه «لمحات اجتماعية من تاريخ العراق الحديث»: «لعل من المناسب هنا أن نذكر شيئا عن امرأة بريطانية كان لها دور لا يستهان به في اثارة الشاميين على الحكم المصري هي الليدي هستر ستانهوب، وسيرة هذه المرأة لا تخلو من طرافة وشذوذ، فهي من ذوات الحسب والنسب، إذ كان خالها وليم بت السياسي البريطاني المعروف، وجدها هو اللورد جاثام، ولكنها سئمت الحياة في بريطانيا بعد موت خالها في عام 1810م، وقيل انها اصيبت بخيبة في الحب، فآثرت السفر إلى الشرق الأوسط، وجاء بصحبتها شاب غني كان عاشقا لها اسمه ميشيل مريون، فوصلت إلى إسطنبول ثم انتقلت منها إلى القاهرة واستقبلها الاعراب هناك كأنها ملكة، وكانت هي تسرف في العطاء وفي احاطة نفسها بمظاهر الابهة والبذخ، كأنها تريد ان تعيد إلى الأذهان اسم زنوبيا ملكة تدمر.
وفي عام 1813م، بعد أن تركها عاشقها بروس وعاد إلى بريطانيا، استقرت في لبنان حيث شيدت لنفسها قصراً يشبه القلعة فوق دير مهجور في قرية جون، ذات السبع روابي، على بعد ثمانية أميال من صيدا. وعـُرف قصرها بين الأهالي باسم «دار الست». واتخذت زي النساء المحلي فلبست عمامة ومداسا برأس منعكف، وصارت تدخن النارجيلة وتحمل السوط والخنجر، وشرعت تدرس اللغة العربية وولعت بعلم النجوم والخيمياء، وأحاطت نفسها بحرس من الألبان وحاشية من الزنوج وفرضت عليهم ان يسلكوا معها حسب قواعد التشريفات الملكية.
الواقع أنها استطاعت ان تكون ذات نفوذ وسلطة كبيرة جدا بين سكان المناطق المجاورة، ولا سيما الدروز منهم، فكانوا يحترمونها ويطيعون امرها إلى درجة تبعث على الدهشة. في البداية رحب بها الأمير بشير شهاب الثاني، إلا تدخلها المستمر في شئون الدروز وإيوائها لمئات من اللاجئين من المناحرات بين القادة الدروز، جعله ينأى عنها.
وعندما فتح إبراهيم باشا الشام أدرك ما لها من نفوذ وطلب منها أن تقف على الحياد، ولكن الحياد لم يكن من شيمتها فصارت من اشد الناس طعنا في الحكم المصري.
كان لستانهوب جواسيس يعملون في المدن الشامية الكبيرة، وكانت مراسلاتها ومؤامراتها مع الشيوخ والباشوات متصلة، وكانت لها يد في اثارة الدروز على الحكم المصري.
وقد قامت بحملة للبحث عن الكنوز المدفونة في مدينة عسقلان وأرادت من الحكومة البريطانية دفع تكاليفها، إلا أن الحملة لم تعثر على شيء ولم تعوضها الحكومة البريطانية. فوجدت نفسها غارقة في الديون، وبأمر من اللورد بالمرستون، تم خصم تلك الديون من الراتب التي كانت تتلقاه من الحكومة البريطانية لدائنيها في سوريا. وقد اشتكت من ذلك دون جدوى إلى الملكة فيكتوريا.

## وفاتها
لم يسترح منها إبراهيم باشا إلا بعد أن ماتت في عام 1839م، فدفنت في مكانها، وكان عمرها لا يتجاوز الثالثة والستين، وقيل انها كانت عند موتها وحيدة مفلسة.

## أعمالها
- C L Meryon - Memoirs of the Lady Hester Stanhope (1845), Travels of Lady Hester Stanhope (1846)

## ببليوجرافيا
- Kirsten Ellis - Star of the Morning, The Extraordinary Life of Lady Hester Stanhope (2008)
- Lorna Gibb - Lady Hester: Queen of the East (2005)
- Virginia Childs - Lady Hester Stanhope (1990)
- Doris Leslie - The Desert Queen (1972)
- Joan Haslip - Lady Hester Stanhope (1934)

## روابط خارجية
- الليدي هستر ستانهوب على موقع الموسوعة البريطانية (الإنجليزية)